# Maurits Lodewijk van Nassau-LaLecq (1631-1683)

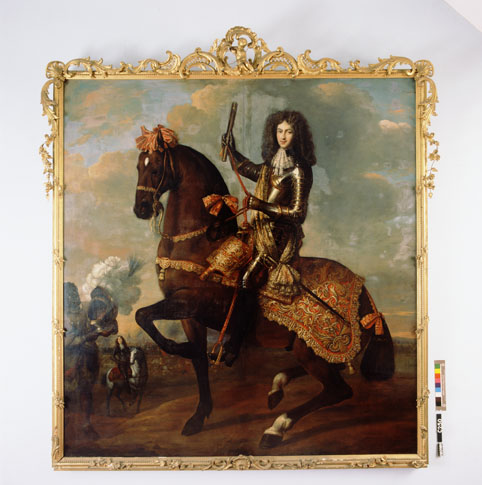

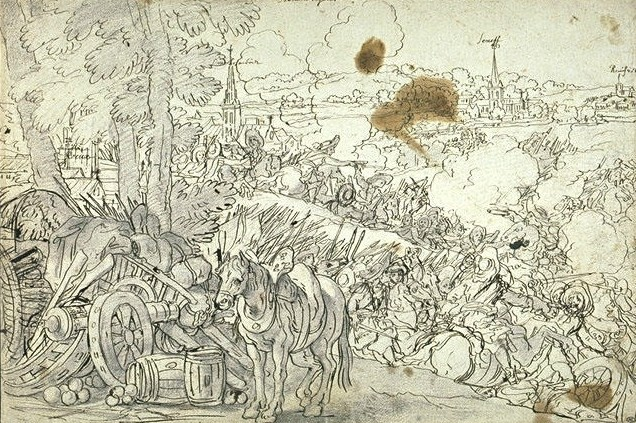
De Slag bij Seneffe 1674

Wapen van Nassau-LaLecq

Maurits Lodewijk graaf van Nassau-LaLecq, heer van Odijk, de Lek en Beverweerd (1631 - 23 april 1683) was een zoon van Lodewijk van Nassau-Beverweerd en Isabella gravin van Hornes. Hij studeerde aan de Universiteit Leiden 1647, werd kolonel der cavalerie (1666) en gouverneur van Sluis (1669). Hij raakte gewond bij de Slag bij Seneffe op 11 augustus 1674 die werd geleverd tussen een Frans leger onder maarschalk Condé en een Nederlands-Spaans-Oostenrijks-Duits leger onder stadhouder Willem III. Lid van een bastaard-tak van de familie van Nassau, werd hij pas in 1679 samen met zijn twee broers in de adelstand verheven door de Duitse keizer Leopold I. Hij is bijgezet in de grafkelder van de familie Nassau in Ouderkerk aan den IJssel

## Huwelijk
Maurits Lodewijk trouwde in 1669 met Anna Isabella van Beieren-Schagen (1636-1716), dochter van Dirk van Beieren-Schagen (ca. 1573 - 6 augustus 1658). Uit hun huwelijk werd geboren Maurits Lodewijk graaf van Nassau-LaLecq (1670-1740).